# 築港町站
築港町站（日语：／ Chikkōchō eki */?）是位於和歌山縣和歌山市築港，南海電氣鐵道和歌山港線的鐵道車站（廢站）。車站於2005年（平成17年）11月27日廢除。

## 歷史
當初為了連接南海汽船而開設第一代和歌山港站，當時車站位於築港6丁目附近。但是，當時在築地橋站至此站之間的路段設有分岔口，一邊前往客運月台，另一邊會通往靠近岸邊的貨運車站。當中，前往客運月台的路段當初是地面路段，在1971年（昭和46年）遷站之際，該路段向南邊遷移並高架化。後來在1971年（昭和46年），隨著渡輪碼頭遷移，和歌山港站遷移至築港4丁目附近，此站沒有被廢除，只是把車站名稱改名為築港町站。

### 年表
- 1956年（昭和31年）5月6日：第一代和歌山港站啟用[1]。
- 1971年（昭和46年）3月6日：由於フ渡輪碼頭遷移，路線延伸至現時和歌山港站的地點，此站改名為築港町站[4]。
- 2005年（平成17年）11月27日：此站與久保町站和築地橋站一同廢除[1][5]。

## 車站構造

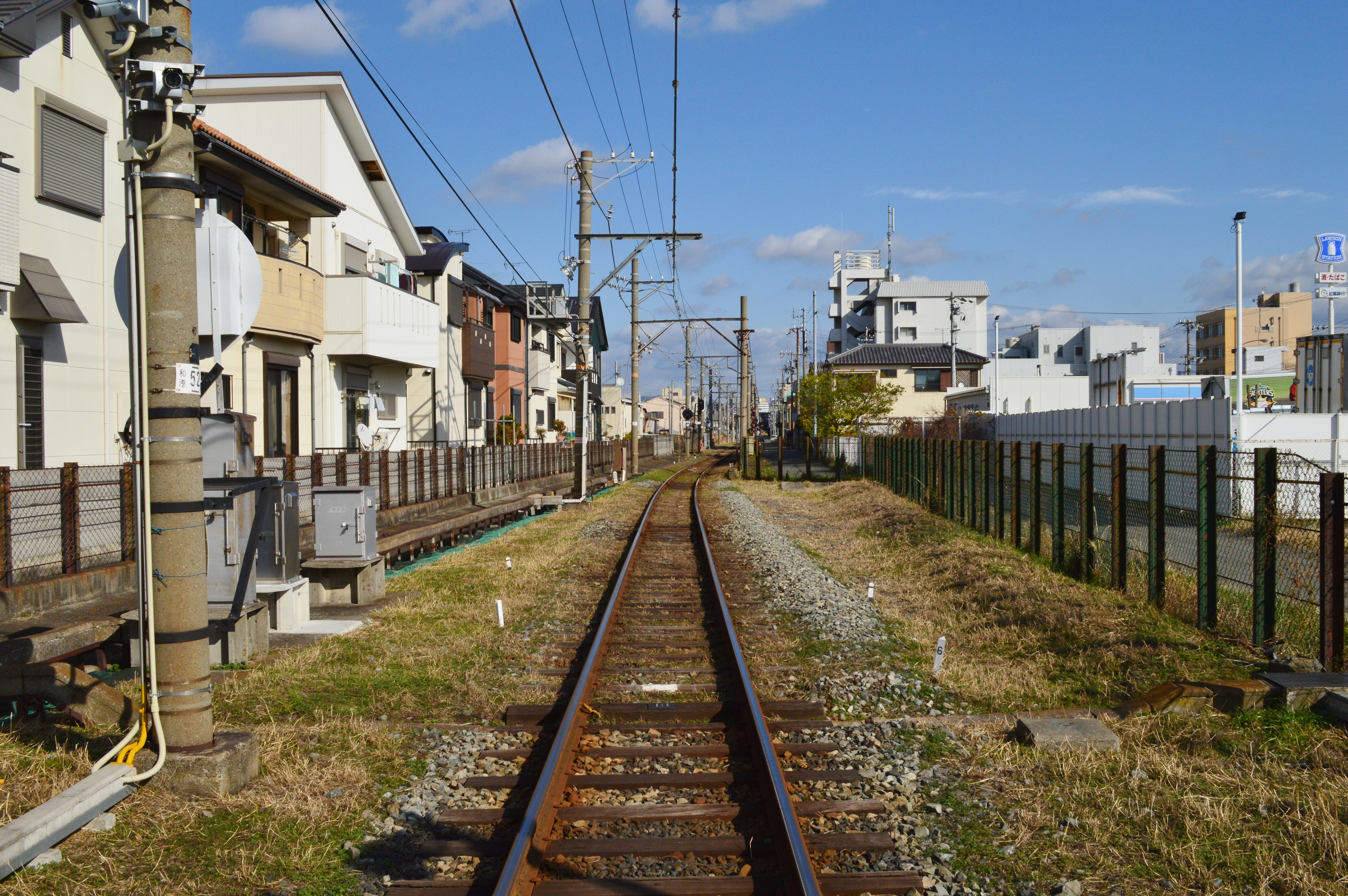
月台遺跡（2018年12月，從平交道拍攝）

此站是一座地面車站，設有1面1線的單式月台。站內只有月台，沒有站舍，為一座無人車站。此站沒有自動售票機或自動閘機。在廢站後把月台移除，除了車站遺址有一塊較大的空地外，沒有任何鐵路痕跡。與久保町站和築地橋站不同，由於舊月台沒有架空電纜柱，因此月台遺址變為了空地。

## 使用狀況
以下為廢站前的一日平均上下車人次列表：
| 年度               | 1日平均 上下車人次 | 參考資料    |
| ------------------ | ------------------ | ----------- |
| 1980年（昭和55年） | 116                | [ 6 ]       |
| 1985年（昭和60年） | 139                | [ 6 ]       |
| 1990年（平成02年） | 89                 | [ 6 ]       |
| 1995年（平成07年） | 97                 | [ 6 ]       |
| 2000年（平成12年） | 62                 | [ 6 ]       |
| 2001年（平成13年） | 58                 | [ 6 ]       |
| 2002年（平成14年） | 54                 | [ 6 ] [ 5 ] |
| 2003年（平成15年） | 42                 | [ 6 ] [ 5 ] |
| 2004年（平成16年） | 38                 | [ 6 ] [ 5 ] |
| 2005年（平成17年） | 30                 | [ 6 ]       |

## 車站周邊
在車站遷移後，此站是成為了市堀川和築地川的河島中心。在北邊有許多倉庫和事業所。南邊設有道路連接和歌山港。
- 和歌山縣道16號和歌山港線（日语：和歌山県道16号和歌山港線）
- 和歌山築港郵局

## 相鄰車站
南海電氣鐵道
和歌山港線
築地橋－築港町－和歌山港

## 注腳
1. 1 2 3  和歌山県. .   [2021-08-14]. （原始内容存档于2023-10-22） （日语）.
2. ↑  地圖・航空照片參閱服務 國土地理院
3. ↑  1975年3月的航空照片 - 地圖・航空照片參閱服務（國土地理院）。圖中可看見貨運車站路軌遺跡。
4. ↑  草町義和. . 乗りものニュース. 2018-03-05  [2018-03-07]. （原始内容存档于2024-02-01） （日语）.
5. 1 2 3 4   (PDF). 南海電気鉄道. 2005-05-16  [2018-03-07]. （原始内容 (PDF)存档于2006-10-08） （日语）.
6. 1 2 3 4 5 6 7 8 9 10   (PDF). 和歌山県企画部地域振興局総合交通政策課.   [2021-08-14]. （原始内容 (PDF)存档于2021-01-24）.